# ゴルスカヤ
ゴルスカヤ（英：Gorskaja）は、ロシア原産のサイトハウンド犬種のひとつである。

## 歴史など
ロシアに古くから存在している犬種ではあるが、詳しい生い立ちは不詳である。本種と同じく同国原産のスホルタイという犬種の二大先祖になっているクリムスカヤよりも以前から存在していたといわれ、アフガン・ハウンド・カズニやサルーキなどとは何らかの血のつながりを持っているとされている。
先に述べたように、本種はスホルタイという犬種の二大先祖として知られているが、スホルタイの生い立ちが語られる時以外にはめったに触れられることがないため、非常に知名度が低い。ロシアでも犬種の歴史を詳しく調査している専門家以外にはまず知られることのない犬種となっている。しかし、スホルタイの歴史には絶対に欠かすことが出来ない大きな存在であるとされている。
主に1〜3頭でのサイトハント（視覚猟）に用いられていた。小型獣を鋭い視覚を駆使して捜索し、サイトハウンドの持ち味である俊足で一気に加速して獲物を仕留めた。
ゴルスカヤもクリムスカヤと同じく、スホルタイの誕生後に廃れ、いつしか絶滅してしまった。

## 特徴
サルーキに近い犬種でそれよりも体長が短く、飾り毛が少なめであるといわれるが、資料が乏しいため、詳細な容姿・性質は不明である。サイトハウンドタイプの犬種で、脚が長く身体能力が非常に高い大型犬種であったと伝えられている。